# Yvon-Raymond Lubiato
Yvon-Raymond Lubiato est un footballeur français né le 15 octobre 1933 à Saint-Genès-de-Castillon (Gironde) et mort le 14 mai 2006 à Nice d'un accident de la route.
Formé à Bordeaux, ce milieu offensif ou attaquant poursuit sa carrière à Valenciennes. 
Il joue 121 matchs en Division 1 et inscrit 32 buts dans ce championnat.

## Carrière de joueur
- 1956-1958 :  Girondins de Bordeaux
- 1958-1963 :  US Valenciennes-Anzin